# Mihai Petric
Mihai Petric (n. 7 martie 1923, Meleșeni, Plasa Bravicea – d. 5 mai 2005) a fost un pictor din Republica Moldova.
"Se pare că originalitatea parvine din două direcții: din subconștientul fiecăruia, cît și din capacitatea noastră de a vedea de a observa, de a contempla. Chiar și un pictor poate trece pe lângă un motiv plastic fără nici o tresărire. Altul se oprește buimatic și îl pictează. În felul acesta se exprimă probabil individualitatea. În felul în care înțelegea Dostoevski, adică arta nu vine atît de la intelectual, cît de la sentimentul nostru" - Mihai Petric

## Studii
- 1935-1944 - Studiază la școlile normale din Iași și Chișinău
- 1948 - Absolvă școala Republicană de Arte Plastice "I Repin" (Astăzi Colegiul de Arte Plastice "A. Plămădeală"), Chișinău, Moldova
- 1948-1955 - Institutul de Arte Plastice, Facultatea de Arte Plastice, Kiev, Ucraina.

## Activitatea profesională
- 1955-1959 - Profesor la școala Republicană de Arte Plastice "I Repin" (Astăzi Colegiul de Arte Plastice "A. Plămădeală"), Chișinău, Moldova;
- 1956 - Membru al Uniunii Artiștilor Plastici din Moldova;
- 1959 - Membru al Comitetului de Conducere și secretar responsabil al Uniunii Artiștilor Plastici din Moldova;
- 1963-1980 - Director al Muzeului de Stat de Arte Plastice, Chișinău, Moldova;
- 1972-1976 - Vicepreședinte al Comitetului de Conducere al Uniunii Artiștilor Plastici din Moldova.

## Expoziții
Expoziții solo:
- 1964 - Casa Ofițerilor (actualmente Casa Armatei), Chișinău, R. Moldova
- 1984 - Muzeul Național de Arte Plastice, Chișinău, Moldova
- 1985 - Sadova și Horodiște, rn. Călărași, Moldova
- 1986 - Spitalul Clinic Republican, Chișinău, Moldova
- 1988 - Universitatea Tehnică a Moldovei, Chișinău, Moldova
- 1993 - Centrul Expozițional "Constantin Brâncuși", Chișinău, Moldova
- 1993 - "Moldexpo", Chișinău, Moldova

Expoziții în grup:
Din 1956 participă la toate expozițiile de Artă Plastică din Moldova și la cele organizate cu prilejul zilelor culturii moldovenești la Moscova, Tallinn, Riga, Baku, Tașkent, Erevan, Odesa, Lvov, Cernăuți, Minsk.
- 1967 - Arta Plastică Moldovenească, Budapesta, Ungaria
- 1968 - Mongolia
- 1968 - Canada
- 1980, 1984, 1987 - Bulgaria
- 1980 - Siria
- 1988 - Portugalia
- 1989 - Islanda
- 1990 - Spania
- 1993 - România
- 1995 - Ungaria

Tabere de creație:
- 1963, 1968, 1975 - Gurzuf, Irak
- 1982 - Bojenti, Bulgaria

## Premii
1960 - Ordinul "Insigna de Onoare"
1978 - Maestru Emerit al Artei din Moldova
1989 - Artist Plastic al Poporului
1998 - Ordinul Republicii

## Lucrări
- în colecții publice: Moldova, Rusia, Ucraina, Belarus, Bulgaria
- în colecții particulare: Moldova, România, Rusia, Belarus, Bulgaria, Japonia, Israel, SUA, Canada, Grecia, Italia, Belgia, Germania, Polonia, Ungaria, Franța, Turcia.